# ماگدالنا روژاینسکا
ماگدالنا روژاینسکا (لهستانی: Magdalena Różańska؛ زادهٔ ۲۳ آوریل ۱۹۸۴) بازیگر اهل لهستان است.
از فیلم‌ها یا مجموعه‌های تلویزیونی که وی در آن‌ها نقش داشته است، می‌توان به خانه کشیش، تنها عشق، در خیابان سپولنی، کمیسر آلکس، پدر متیو، در خوشی و سختی، مجرد، عشق اول، نشانه و فرصت دوباره اشاره نمود.